# Transformator regulacyjny
Transformator regulacyjny – transformator energetyczny dużej mocy wyposażony w urządzenia do zmiany przekładni pod obciążeniem. Są to zazwyczaj transformatory blokowe, sprzęgające oraz redukcyjne.
Zależnie od miejsca instalacji transformatora regulacyjnego i jego przeznaczenia w sieci elektroenergetycznej regulacja może służyć do:
- regulacji napięcia w zadanym punkcie sieci,
- regulacji przepływu mocy biernej,
- regulacji przepływu mocy czynnej.

Pod względem konstrukcyjnym transformatory regulacyjne różnią się sposobem wykonania odczepów, sposobem wykonania przełączników zaczepów, a także ilością kadzi przypadającej na transformator.